# هنري ألفورد
هنري ألفورد (بالإنجليزية: Henry Alford)‏ هو كاتب وصحفي أمريكي، ولد في 13 فبراير 1962.